# Entwicklungsfärbung
Beim Entwicklungsfärben erfolgt die Synthese von Farbstoffmolekülen aus löslichen, farblosen Vorstufen direkt auf der einzufärbenden Faser.
Auf der Faser bilden sich wasserunlösliche Farbpigmente. Nach der Reaktion, die eine derartige Molekülbildung auslöst, lassen sich drei Färbungsarten unterscheiden:
- Küpenfärbung
- Bei der Beizenfärbung  erfolgt die Färbung in einer wasserlöslichen Farbstoffvorstufe. Allerdings muss das Färbegut zuvor mit einer Lösung aus Metallsalzen, heute vor allem Chromsalzen, vorbehandelt werden. Erst dann kann es in die Flotte eingebracht werden und der Farbstoff und die Metallionen können miteinander reagieren. Auf der Faser bilden sich nun wasserunlösliche Farblacke. Die Beizenfärbung liefert vor allem auf Baumwolle brillante, waschfeste und lichtechte Farben und wird heutzutage noch für Bühnenkostüme verwendet. Da das Verfahren kostspielig und zeitaufwendig ist, findet es keine großindustrielle Anwendung, lediglich in privaten Färbereien wird es noch verwandt. Früher wichtige Beizenfarbstoffe sind z. B. das Luteolin des Färberwau und das Alizarin der Krapp-Pflanze.
- Bei der eigentlichen Entwicklungsfärbung werden zwei verschiedene chemische Komponenten zusammengeführt, aus denen das Farbmittel direkt auf der Faser entsteht. Zunächst wird das Färbegut mit einer löslichen Vorstufe des späteren Farbstoffes getränkt. Dabei kommt etwa Naphthol AS oder seine Derivate zum Einsatz, die als Kupplungskomponenten mit Diazoniumsalzen reagieren können. Die so vorbehandelten Fasern werden in eine eisgekühlte Lösung aus Diazoniumsalzen eingetaucht. Dabei bildet sich aus beiden Komponenten in einer chemischen Reaktion direkt auf der Faser das unlösliche Pigment. Die Haftung auf der Faser erfolgt durch Adsorption. Geeignet ist das Färbeverfahren für Wolle, Baumwolle, Seide und Polyamidfaser. Es lässt sich eine hohe Lichtechtheit erzielen. Zu den Entwicklungsfarbstoffen gehört z. B. das Variaminblau.